# Wolność polityczna
Wolność polityczna (znana również jako autonomia polityczna lub podmiotowość polityczna) – główne pojęcie w historii i myśli politycznej oraz jedna z najważniejszych cech społeczeństw demokratycznych. Wolność polityczną opisuje się jako wolność od ucisku lub przymusu i braku elementów uniemożliwiających jednostce życie i spełnienia warunków do życia w społeczeństwie.
Chociaż wolność polityczną często interpretuje się negatywnie jako wolność od nieuzasadnionych zewnętrznych ograniczeń, może ona również odnosić się do pozytywnego wykonywania praw, zdolności i możliwości działania oraz wykonywania praw społecznych lub grupowych. Koncepcja ta może również obejmować wolność od wewnętrznych ograniczeń działań politycznych lub wypowiedzi, takich jak konformizm społeczny, spójność lub nieszczere zachowanie. Pojęcie wolności politycznej jest ściśle powiązane z pojęciami swobód obywatelskich i praw człowieka, które w społeczeństwach demokratycznych zazwyczaj objęte są ochroną prawną ze strony państwa.